# Богородчаны
Богородча́ны (укр. Богородчани) — посёлок в Ивано-Франковском районе Ивано-Франковской области Украины. Административный центр Богородчанской поселковой общины.

## Население
В январе 1989 года численность населения составляла 6699 человек.

### Языковой состав
Родной язык населения по данным переписи 2001 года:
| Язык       | Численность, чел. | Доля     |
| ---------- | ----------------- | -------- |
| Украинский | 7 379             | 98,86 %  |
| Русский    | 75                | 1,00 %   |
| Другое     | 10                | 0,14 %   |
| Итого      | 7 464             | 100,00 % |

## История
Первое письменное упоминание о Богородчанах относится к 1441 году. В нём говорится, что владельцем Богородчан был Ян из Бучач. Жители посёлка с давних времен занимались ремеслом и земледелием. Среди специальностей ремесленников наиболее распространёнными были портняжничество и ткачество. Об этом свидетельствуют названия улиц, сохранившиеся до наших дней: Ткацкая, Ризнича. Во второй половине XV века Богородчаны стали владением Потоцких.
В 1691 году по приказу графини К. Потоцкой в Богородчанах возводится костёл, а вокруг него поселяется группа мелкой шляхты и несколько десятков ремесленников из Польши. Костёл становится центром католизации населения.
В первой половине XVIII века в окрестностях Богородчан активно действовали отряды повстанцев, среди которых были и местные жители. В 1744 году повстанцы во главе с Алексеем Довбушем совершили дерзкий налёт на крепость в Богородчанах, где захватили много оружия, а также уничтожили реестры налогов, арендные договоры и т. д.
По первому разделу Польши Богородчаны оказались под властью австрийской монархии, городок стал собственностью австрийских баронов, которые осуществляли политику онемечивания украинского населения. Преследовалась украинская культура, обычаи. Умышленно тормозилось развитие экономики. Богородчаны оставались во второй половине XVIII века мелким городком, в 1786 году здесь было всего 314 домов и 1134 жителя. Австрийские власти в 1770 году основали народную школу, а в 1789 году открыли немецкую школу,
В середине XIX века в Богородчанах активизируется общественно-политическая жизнь. В июне 1848 года здесь была создана Русская рада, в состав которой вошло 29 человек.
После реформы 1848 года в Богородчанах появляются первые предприятия. По состоянию на 1870 год городок имел небольшую пивоварню, винокурню, деревообрабатывающую мастерскую. На них в конце XIX века работало более 100 рабочих.
Энциклопедический словарь Брокгауза — Ефрона сообщает:
Богородчаны — уездный город в Галиции, расположенный на расстоянии 2 миль на Ю. от Станиславова, при главном Карпатском тракте, на р. Быстрице, у подножья Карпатских гор, в живописной местности, с 4597 жит., в том числе рим.-кат. 800, гр.-кат. 1788 и евреев 2009. Б. уезд занимает пространство в 162079 миль с населением 61892.
Тяжёлые испытания ждали жителей Богородчан в годы первой мировой войны. В этих краях шли жестокие бои между австро-венгерскими и российскими войсками. В Богородчанах погибло около 50 жителей, были разрушены промышленные предприятия, сожжено множество домов. В посёлке и его окрестностях свирепствовала эпидемия тифа и холеры. Хозяйство пришло в упадок.
27 июня 1941 года Богородчаны были оккупированы немцами. За время оккупации гитлеровцы убили 822 жителя посёлка, угнали в рабство в Германию 80 человек. Окончательно Богородчаны были освобождены 28 июля 1944 года частями 161-й стрелковой дивизии 1-й гвардейской армии 1-го Украинского фронта в ходе Львовско-Сандомирской операции.
13 сентября 1944 на Богородчаны напал крупный отряд УПА (курень «Резуна»). Повстанцы вывели из строя кабель телефонной связи. Атаковали местный военкомат, где убили начальника, а затем больше часа осаждали здание РО НКВД, в результате прибывшего подкрепления были вынуждены отступить.
Летом 1947 года в Богородчанах был организован колхоз, названный именем И. Франко. В 1957 году здесь был создан райпищекомбинат, который стал выпускать колбасные и хлебобулочные изделия и безалкогольные напитки. Промартель имени С. М. Кирова реорганизована в бондарный цех Солотвинского лесокомбината. В посёлке начала работать межколхозная строительная организация, МТС была реорганизована в ремонтно-техническую станцию (с 1961 года — «Сельхозтехника»). В 1962 году на базе кооперативной обувной промартели и мелких бытовых мастерских создан районный комбинат бытовых услуг. В 1968 году открыта швейно-галантерейная фабрика, с января 1970 года начал работать кирпичный завод.
В 1984 году здесь был построен комбинат общественного питания (архитектор В. Мартын).
4 июля 1988 года в посёлке Богородчаны Ивано-Франковской области была завершена сварка стыка труб на трассе трансконтинентального магистрального газопровода «Прогресс».
В ноябре 2020 в поселке появилась первая новогодняя ёлка в стране.

## Известные уроженцы
- Гирнык, Алексей Николаевич — Герой Украины.
- Калик, Антон фон — австрийский генерал-майор, первый руководитель военной разведки Австрийской империи.
- Пташник, Богдан Иосифович — учёный-математик, академик.
- Салаба, Август — изобретатель.